# زهراء حاتمي
زهراء حاتمي  (بالفارسية: زهرا حاتمی) من مواليد أصفهان، هي ممثلة سينمائية وتلفزيونية إيرانية، واسمها الفني زري خوشکام (بالفارسية: زری خوشکام)؛ برز نشاطها في سنوات ما قبل الثورة الإيرانية وهي زوجة علي حاتمي، المخرج السينمائي الإيراني البارز ووالدة الممثلة ليلى حاتمي.
لعبت دور البطولة في الأفلام الروائية الجريئة التي كانت تشكل جزءًا كبيرًا من دور السينما في تلك الأيام، وتغيرت أدوارها السينمائية بعد زواجها من علي حاتمي، ثم تضاءل وجودها تدريجيًا في السينما. في السنوات التي أعقبت الثورة، ظهرت زهراء حاتمي في عدد قليل من الأعمال المتعلقة بزوجها وعائلتها. تعيش حاليا في طهران وتتابع عن كثب أعمال زوجها الراحل.

## روابط خارجية
- زهراء حاتمي على موقع IMDb (الإنجليزية)